# Los doce apóstoles de la economía peruana
Los doce apóstoles de la economía peruana: Una mirada social a los grupos de poder limeños y provincianos es un libro del sociólogo, filósofo e investigador peruano Francisco Durand. Fue publicado en español por primera vez en Lima por el Fondo Editorial de la Pontificia Universidad Católica del Perú en 2017. El libro es un estudio amplio y crítico sobre doce los grupos de poder económico más representativos del Perú.
El término «los doce apóstoles» fue acuñado por la prensa limeña para referirse a una docena de grupos empresariales convocados en julio de 1986 por el presidente Alan García Pérez para estimular la inversión en el país.

## Estructura
El libro está dividido en siete capítulos y una parte final con las reflexiones de Durand.
En el primer capítulo, titulado «Entendiendo a los grupos económicos», se destaca la relevancia de conocer a los principales actores económicos y políticos de un país, los cuales estarían representados por los grupos de poder económico. En el segundo, titulado «Breve historia de los grupos económicos», el autor lleva a cabo un estudio histórico sobre el surgimiento de los grupos de poder. En el tercero, titulado «Teorías y conceptos», Durand  ofrece un análisis de teorías y conceptos que servirán de base para el análisis empírico en los capítulos posteriores.
Los siguientes capítulos, el cuarto, quinto y sexto, el autor lleva a cabo un análisis empírico de los doce nuevos apóstoles. El capítulo cuarto se titula «Grupos limeños y provincianos: indicadores». En el capítulo quinto, titulado «Grupos limeños establecidos», se analizan los siguientes grupos de poder económico:
- Grupo Romero
- Grupo Brescia
- Grupo Benavides
- Grupo Graña y Montero (ahora Aenza)
- Grupo Rodríguez-Pastor
- Grupo Ferreyros

En el capítulo sexto, titulado «Grupos provincianos emergentes», se analizan los siguientes grupos:
- Grupo Rodríguez
- Grupo Añaños
- Grupo Huancaruna
- Grupo Acuña
- Grupo Dyer
- Grupo Flores

## Recepción
En la comunidad virtual de lectores de la plataforma Goodreads, le han otorgado una puntuación de 4,09 basada en 39 evaluaciones.